# Porcia (hija de Catón el Joven)

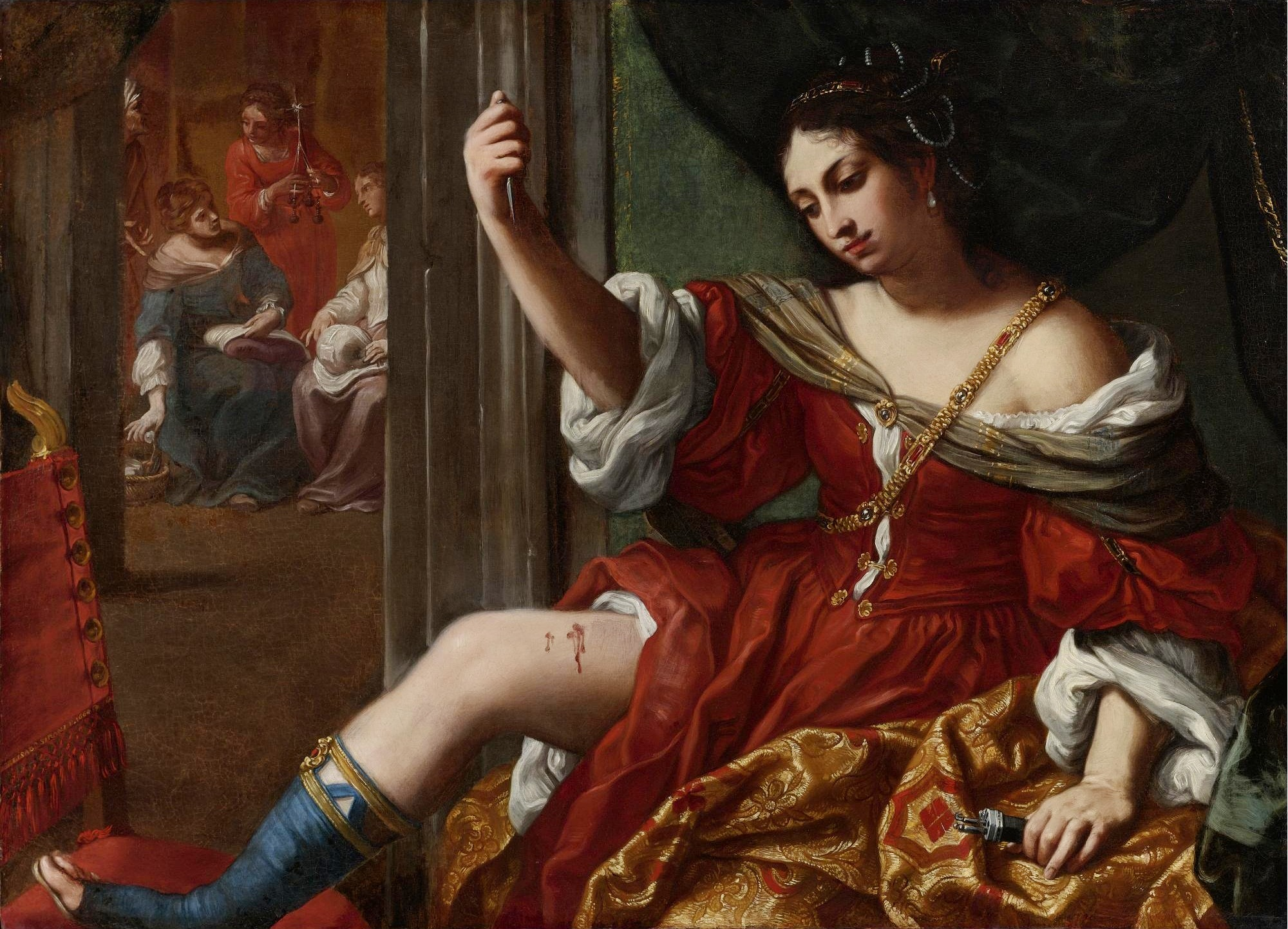
Porcia hiriéndose en el muslo, cuadro de 1664 pintado por Elisabetta Sirani.

Porcia (m. octubre de 42 a. C.) fue una mujer romana que vivió en el siglo I a. C. Era hija de Catón el Joven y de su primera esposa Atilia. Porcia es conocida sobre todo por haber sido la segunda esposa de Marco Junio Bruto, el más famoso de los asesinos de Julio César, y por haberse suicidado, tras la muerte de su esposo, supuestamente tragándose unas brasas.

## Vida

### Juventud

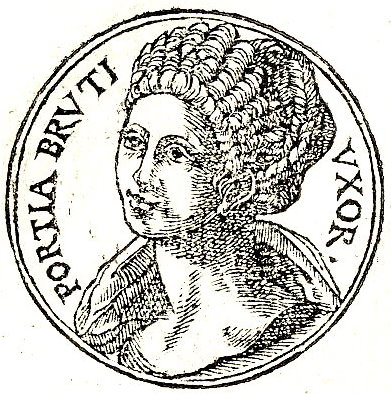
Efigie de Porcia en una medalla del Promptuarii Iconum Insigniorum (1553), de Guillaume Rouillé.

Mucho se sabe de la niñez de Porcia. Era conocida por tener una naturaleza cariñosa, adicta a la filosofía y llena de coraje. Cuando aún era muy joven, su padre se divorció de su madre Atilia por adulterio (supuestamente con Julio César). Se casó primero con Marco Calpurnio Bíbulo que era el aliado político de su padre. Con él pudo haber tenido un hijo, Lucio Calpurnio Bíbulo, aunque algunos historiadores creen que ella era demasiado joven para haber podido ser su madre y que en realidad se trataba de su hijastro de un matrimonio anterior de Bíbulo.
Algunos años después, Quinto Hortensio Hórtalo, un anciano conocido por sus habilidades retóricas, pidió la mano de Porcia en matrimonio. Sin embargo, Bíbulo, que estaba encaprichado con su esposa, era reacio a dejarla marchar. Catón consideraba casar a Porcia con Hortensio para tener un heredero y entonces devolvérsela a Bíbulo una vez que hubiese dado a luz. El argumento era que iba contra la ley natural tener a una mujer con la belleza y la juventud de Porcia para engendrar niños para sus aliados, pero era poco viable para ella engendrar de más. Sin embargo, Bíbulo rehusó divorciarse de ella. Sin embargo, Catón dio el paso inesperado de divorciarse de su propia esposa, Marcia, la madrastra de Porcia y dársela a Hortensio; él se volvió a casar con ella tras la muerte de Hortensio. 
Bíbulo se alió con Cneo Pompeyo Magno contra Julio César, dirigiendo la flota en el Mar Adriático. Él capturó la flota de César, dejando a éste varado en el Épiro, aunque ésta era una flota pequeña y César logró vencer a Pompeyo en la batalla de Farsalia. Bíbulo murió en 48 a. C. tras la derrota de Pompeyo. En 46 a. C. Catón se suicidó tras su derrota en la batalla de Tapso mientras Marco Catón, el hermano de Porcia, fue perdonado por César y devuelto a Roma.

### Matrimonio con Bruto
Tras la muerte del padre de Porcia, en junio de 45 a. C. Marco Junio Bruto, que era su primo carnal, se divorció de su esposa Claudia para casarse con Porcia. El matrimonio fue un escándalo ya que Bruto había estado casado con Claudia durante muchos años y ella era muy popular. El divorcio no fue bien recibido por algunos, incluyendo a la madre de Bruto, Servilia. la cual parecía estar celosa del cariño de Bruto hacia Porcia. Pero Porcia fue favorecida por el partido Pompeyano, por lo que el matrimonio fue aceptado por los seguidores de Pompeyo y Catón. No obstante, parece ser que Porcia estaba profundamente enamorada de Bruto y le fue completamente devota. Ella resolvió no inmiscuirse en los secretos de Bruto antes de ponerse a prueba a sí misma mediante un desafío a su resistencia al dolor. Ella y Bruto tuvieron un hijo que fallecería muy pronto, en el año 43 a. C.
En el año 44 a. C., influido por el hecho de que era sobrino de Catón y marido de Porcia, Bruto decidió atacar a César Bruto hizo a Porcia su confidente en el complot para asesinar a César, y algunos creen que ella era la única mujer al tanto de la conspiración. Algunos historiadores creen que Porcia podría haber estado involucrada en la conspiración. Se dice que se encontró con Bruto hallándose este reflexionando sobre qué hacer con César, y le preguntó qué era lo que ocurría. Al no responder él, ella sospechó que Bruto desconfiaba de su condición femenina, creyéndola capaz de revelar algo, incluso contra su propia voluntad, en el caso de ser sometida a tortura. Para ponerse a sí misma a prueba, se autoinfligió en secreto una herida en el muslo con un cuchillo de barbero, por ver si podría resistir el dolor. Como consecuencia de la herida, sufrió de grandes dolores, fiebre y escalofríos, y Bruto se preocupó. Tan pronto como ella se sobrepuso al dolor se volvió a Bruto y le dijo:

Tú, mi esposo, aunque confiaste en que mi espíritu no te traicionaría, desconfiaste no obstante de mi cuerpo, y no hubo en ti más que un sentir humano. Pero he comprendido que mi cuerpo puede guardar silencio... Por tanto no temas, y confíame todo lo que me ocultas, pues ni el fuego, ni el látigo, ni los dioses habránme de forzar a soltar una palabra, que no nací hasta ese punto mujer. Por ello, si no te fías aún de mí, me es más cara la muerte que la vida; de lo contrario no permitas que nadie mire en mí más que a la hija de Catón, o a tu mujer.

Bruto, fascinado al ver la herida profunda en su muslo y tras oír esto, no volvió a ocultarle nada, antes bien se sintió fortalecido y le relató todo el complot. Elevando las manos por encima de ella, se dice que rezó para tener éxito en su empresa y así mostrar ser marido digno. El día del asesinato de César, Porcia, visiblemente turbada, envió mensajeros al senado para comprobar que Bruto siguiera vivo. Trabajó hasta el punto de la extenuación, y sus criadas temieron que estuviera muriéndose.

### Muerte

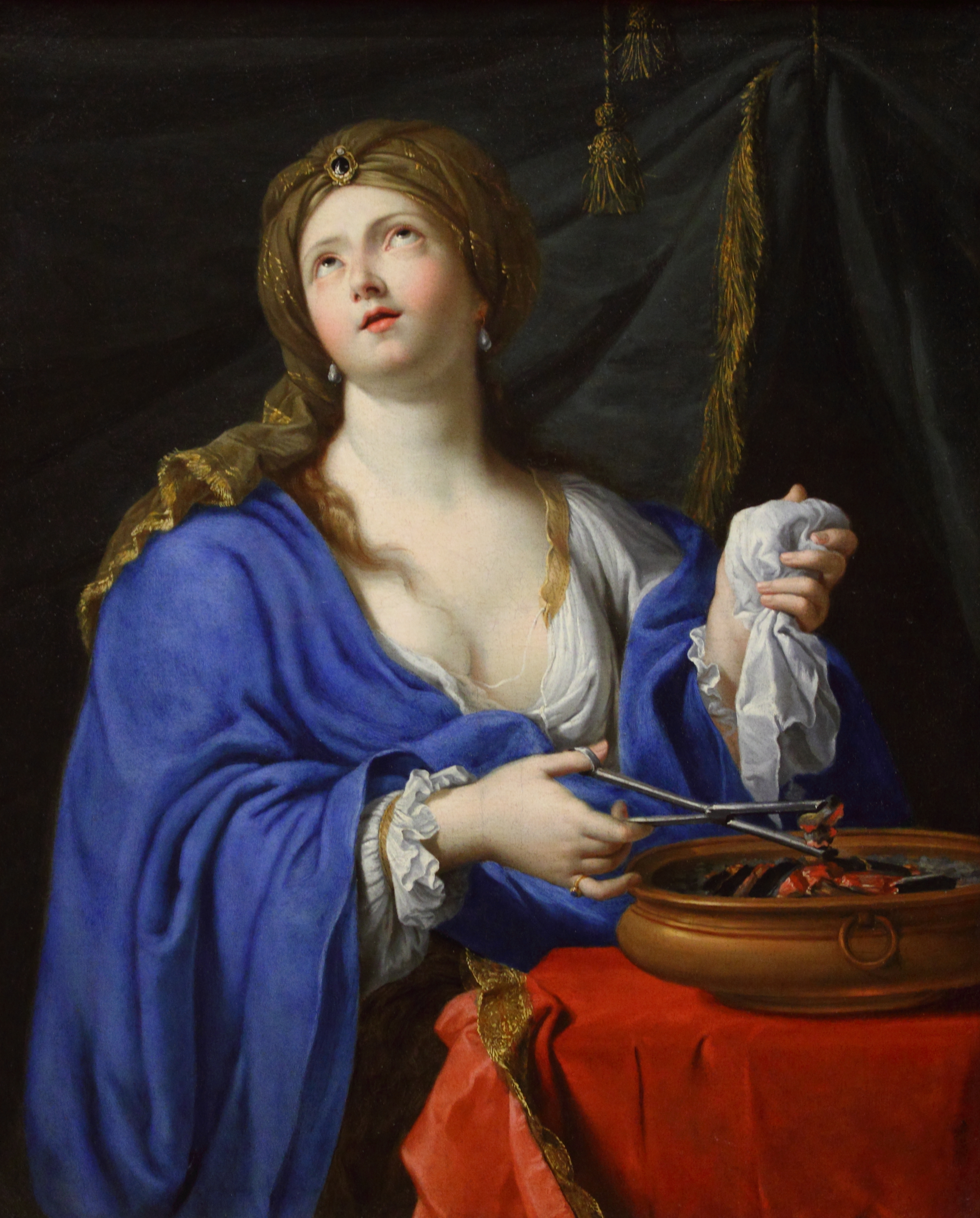
El suicidio de Porcia, Pierre Mignard, Musée des Beaux-Arts de Rennes.

La muerte de Porcia ha sido una fijación para muchos historiadores y escritores. La mayoría de los historiadores contemporáneos creía que Porcia se suicidó en el 42 a. C., según se dice, ingiriendo brasas. Los historiadores modernos encuentran esta historia inverosímil, sin embargo, y una especulación popular dice que Porcia se quitó la vida quemando carbón en una habitación sin ventilación y así sucumbió a la intoxicación por monóxido de carbono.

El momento exacto de su muerte también es un problema. La mayoría de los historiadores contemporáneos (Dion Casio, Valerio Máximo y Apiano) afirman que ella se suicidó después de escuchar que Bruto había muerto después de la segunda batalla de Filipos. Nicolás de Damasco dice que sucedió antes de la muerte de Bruto, sin embargo, diciendo que ella murió después de la primera batalla de Filipos, afirmando que ella solo pensaba que él estaba muerto, y que Bruto escribió una carta a sus amigos en Roma, culpándolos del suicidio de Porcia. Plutarco rechaza las afirmaciones de Nicolás diciendo que se reveló demasiado en la carta para que sea genuina. Plutarco también repite la historia de tragar carbones, pero no lo cree:
En cuanto a Porcia, la esposa de Bruto, el filósofo Nicolás, así como Valerio Máximo, relata que ahora deseaba morir, pero todos sus amigos se oponían a ella, que la vigilaban estrictamente; después de lo cual ella agarró carbones encendidos del fuego, se los tragó, mantuvo la boca bien cerrada y, por lo tanto, se deshizo de sí misma. Y, sin embargo, existe una carta de Bruto a sus amigos en la que los reprende con respecto a Porcia y lamenta su destino, porque ella fue descuidada por ellos y, por lo tanto, la enfermedad la impulsó a preferir la muerte a la vida. Parecería, entonces, que Nicolás se equivocó en el momento de su muerte, ya que su malestar, su amor por Bruto y la forma de su muerte, también están indicados en la carta, si es que es genuina.
Según el periodista político y clasicista Garry Wills, aunque Shakespeare hace que Porcia muera por el método que Plutarco repite, pero rechaza, "la histórica Porcia murió de enfermedad (posiblemente de peste) un año antes de la batalla de Filipos"...“pero Valerio Máximo [erróneamente] escribió que se suicidó al enterarse de la muerte de Bruto en esa batalla. Esta fue la versión de la historia celebrada en obras como el Epigrama I.42 de Marcial." La afirmación de que la muerte de Porcia ocurrió antes que la de Bruto está respaldada por una carta enviada por Cicerón. Esta carta habría sido enviada a fines de junio o principios de julio del 43 a. C., antes de la batalla de Filipos. Sugiere además que Porcia no se suicidó, sino que murió de una enfermedad persistente. Como afirma Plutarco, si la carta era genuina, Bruto lamentó su muerte y culpó a sus amigos por no cuidarla. También hay una carta anterior de Bruto a Ático, que insinúa la enfermedad de Porcia y lo felicita por cuidar de ella. Cicerón más tarde escribió la carta que le sobrevivió a Bruto, consolándolo en su dolor. Este es probablemente el relato más preciso de la muerte de Porcia.